# Make It or Break It
Make It or Break It (Ahora o Nunca en España, comúnmente referido como MIOBI por los fanes) es un drama que se concentra en la vida de jóvenes gimnastas que se esfuerzan para llegar a los Juegos Olímpicos. Se estrenó el 22 de junio del 2009 en EE. UU. en el canal ABC con 2.5 millones de espectadores.
En Latinoamérica se estrenó el 4 de mayo en Animax junto con la serie 10 Things I Hate About You. La primera temporada iba a constar de 10 episodios, pero se hicieron 20. En enero de 2010, se confirmó la segunda temporada, la cual se estrenó el 28 de junio de 2010 en EE. UU. y constó de otros 20 episodios. Entre marzo y mayo de 2012 se emitió la tercera y última temporada, de 8 episodios.
Make It or Break It fue creado por Holly Sorensen quien, junto con Paul Stupin, son los productores ejecutivos.

## Sinopsis
El espectáculo, ambientado en el mundo de la gimnasia competitiva, sigue a un grupo de gimnastas de formación en la primera categoría de las Rocky Mountain Gymnastic Training Center, conocido como The Rock. Mientras que ellas intentarán lograr su sueño de ir a Los Juegos Olímpicos, los problemas y conflictos empezarán a desviarlas de su principal objetivo, tales como envidia, sexo, romance, dinero, etc. Con la ayuda de su entrenador duro pero compasivo, Sasha Belov, las gimnastas deben superar el drama para tener éxito. Así también como la batalla entre ellas y las olimpiadas.

## Reparto

### Reparto principal
| Actor            | Personaje                 | Notas                                  |
| ---------------- | ------------------------- | -------------------------------------- |
| Josie Loren      | Kaylie Cruz               | Temporadas 1-3                         |
| Ayla Kell        | Payson Keeler             | Temporadas 1-3                         |
| Cassie Scerbo    | Lauren Tanner             | Temporadas 1-3                         |
| Chelsea Hobbs    | Emily Kmetko              | Temporadas 1-2                         |
| Candace Cameron  | Summer Van Horne          | Temporadas 1-2. Recurrente Temporada 3 |
| Neil Jackson     | Sasha Belov               | Temporadas 1-2. Recurrente Temporada 3 |
| Anthony Starke   | Steve Tanner              | Temporadas 1-2. Recurrente Temporada 3 |
| Peri Gilpin      | Kim Keeler                | Temporadas 1-2                         |
| Susan Ward       | Chloe Kmetko              | Temporadas 1-2                         |
| Johnny Pacar     | Damon Young               | Temporadas 1-2                         |
| Dondre Whitfield | Entrenador McIntire (Mac) | Temporada 3                            |

### Recurrentes
| Actor                 | Personaje       | Notas          |
| --------------------- | --------------- | -------------- |
| Rosa Blasi            | Ronnie Cruz     | Temporadas 1-3 |
| Jason Manuel Olazábal | Alex Cruz       | Temporadas 1-3 |
| Brett Cullen          | Mark Keeler     | Temporadas 1-3 |
| Nicole Anderson       | Kelly Parker    | Temporadas 1-3 |
| Zachary Burr Abel     | Carter Anderson | Temporadas 1-2 |
| Nico Tortorella       | Razor           | Temporadas 1-2 |
| Michelle Clunie       | Ellen Beals     | Temporadas 1-2 |
| Mia Rose Frampton     | Becca Keeler    | Temporadas 1-2 |
| Marcus Coloma         | Leo Cruz        | Temporadas 1-2 |
| Cody Longo            | Nicky Russo     | Temporada 1    |
| Erik Palladino        | Marty Walsh     | Temporadas 1-2 |
| Marsha Thomason       | MJ Martin       | Temporada 1    |
| Wyatt Smith           | Brian Kmetko    | Temporadas 1-2 |
| Meagan Holder         | Darby Conrad    | Temporada 2    |
| Joshua Bowman         | Max Spencer     | Temporada 2    |
| Sean Maher            | Marcus          | Temporada 2    |
| Kathy Najimy          | Sheila Baboyon  | Temporadas 2-3 |
| Zane Holtz            | Austin Tucker   | Temporadas 2-3 |
| Chelsea Tavares       | Jordan Randall  | Temporada 3    |
| Amanda Leighton       | Wendy Capshaw   | Temporada 3    |
| Tom Maden             | Rigo            | Temporada 3    |
| Russell Pitts         | Jake            | Temporada 3    |

## Episodios
| Temporada | Episodios | USA                 | USA                | Hispanoamérica           | Hispanoamérica           | España                   | España |
| Temporada | Episodios | Comienzo            | Final              | Comienzo                 | Final                    | Comienzo                 | Final  |
| --------- | --------- | ------------------- | ------------------ | ------------------------ | ------------------------ | ------------------------ | ------ |
| 1         | 20        | 22 de junio de 2009 | 8 de marzo de 2010 | 4 de mayo de 2010        | 14 de septiembre de 2010 | 19 de septiembre de 2010 | TBA    |
| 2         | 20        | 28 de junio de 2010 | 23 de mayo de 2011 | 21 de septiembre de 2010 | TBA                      | 19 de septiembre de 2010 | TBA    |
| 3         | 8         | 26 de marzo de 2012 | 14 de mayo de 2012 | TBA                      | TBA                      | TBA                      | TBA    |